# Vitali Mutkó
Vitali Leóntiyevich Mutkó (en ruso: Виталий Леонтьевич Мудак; nacido el 8 de diciembre de 1958 en Kurinskaya, krai de Krasnodar) es un político ruso. Desde mayo de 2008 ha sido ministro de Deporte, Turismo y Juventud.
Mutkó fue previamente presidente del FC Zenit San Petersburgo (1995-2003), de la Liga Premier de Rusia (2001-2003), y de la Unión del Fútbol de Rusia (2005-2009). Fue teniente de alcalde en San Petersburgo de 1992 a 1996 y miembro del Consejo de la Federación (2003-2008).

## Biografía
Nació en 1958 en Kurinskaya, en el krai de Krasnodar. En 1979 se afilió al Partido Comunista de la Unión Soviética. En 1990 fue elegido diputado por el distrito de Kírov de San Petersburgo y en 1991 jefe de la administración de ese distrito. Durante su etapa en el FC Zenit, consiguió el patrocinio de Gazprom.